# Grotte de Gabillou
Cet article concerne une grotte située à Sourzac, en Dordogne. Pour la commune située dans le même département, voir Gabillou.
La grotte de Gabillou, ou de las Agnelas, est une grotte ornée située sur la commune de Sourzac en Dordogne, région Nouvelle-Aquitaine, France.

## Situation
La grotte de Gabillou se situe dans la moitié ouest du département de la Dordogne, dans la vallée de l'Isle, sur la commune de Sourzac, à 2 km au sud-ouest du bourg au lieu-dit Gabillou, proche de Mussidan. Hormis l'homonymie de nom, elle n'a aucun lien avec la commune de Gabillou située dans le même département mais à 55 kilomètres à l'est-nord-est.
Un autre gisement magdalénien, l'« abri Jumeau », a été trouvé sur la commune dans un ancien abri sous roche à environ 450 mètres au nord de la grotte, près du hameau les Pierres, à moins de dix mètres de la RD 6089.
Les Eyzies, haut site entre autres du Magdalénien, est à 65 km à l'est.

## Histoire
La grotte est découverte en 1941 par MM. Charmarty et Truffier dans le sous-sol d'une habitation. La Société historique et archéologique du Périgord (SHAP) en est informée l'année même et, le 20 juillet 1942, la grotte est classée au titre des monuments historiques. Propriété privée, la grotte ne se visite pas afin d'en préserver les fragiles gravures.
Le docteur Jean Gaussen, passionné de préhistoire, achète la propriété en août 1955. Il fait éditer en 1964, en seulement 500 exemplaires, un document, La grotte ornée de Gabillou, dans lequel sont reportés les calques (relevés dans la grotte) de plus de cent gravures, ainsi qu'une trentaine de planches photographiques,.

## Description
Creusée dans un calcaire sableux maastrichtien et longue de 27 mètres, elle est difficile d'accès avec certains passages larges d'à peine 50 à 60 cm. À environ 6 m de l'entrée, un effondrement du sol indique probablement une communication vers une galerie inférieure. Le fond de la grotte s'élargit quelque peu, formant la petite « salle du Cheval Rouge »

## Art pariétal
Elle est ornée de plus de 200 gravures. La voûte à certains endroits et les parois sont gravées principalement de multiples représentations animales : « chevaux de divers types, bovidés, bisons, rennes, bouquetins, mammouths et lièvres », ainsi que « deux représentations humaines : le « sorcier de Gabillou » et une femme vêtue d'une sorte d'anorak à capuchon ».
D. et E. Peyrony (1941) attribuent les gravures au Périgordien et à l'Aurignacien. David et al. (1952) penchent plutôt pour le Magdalénien ancien.

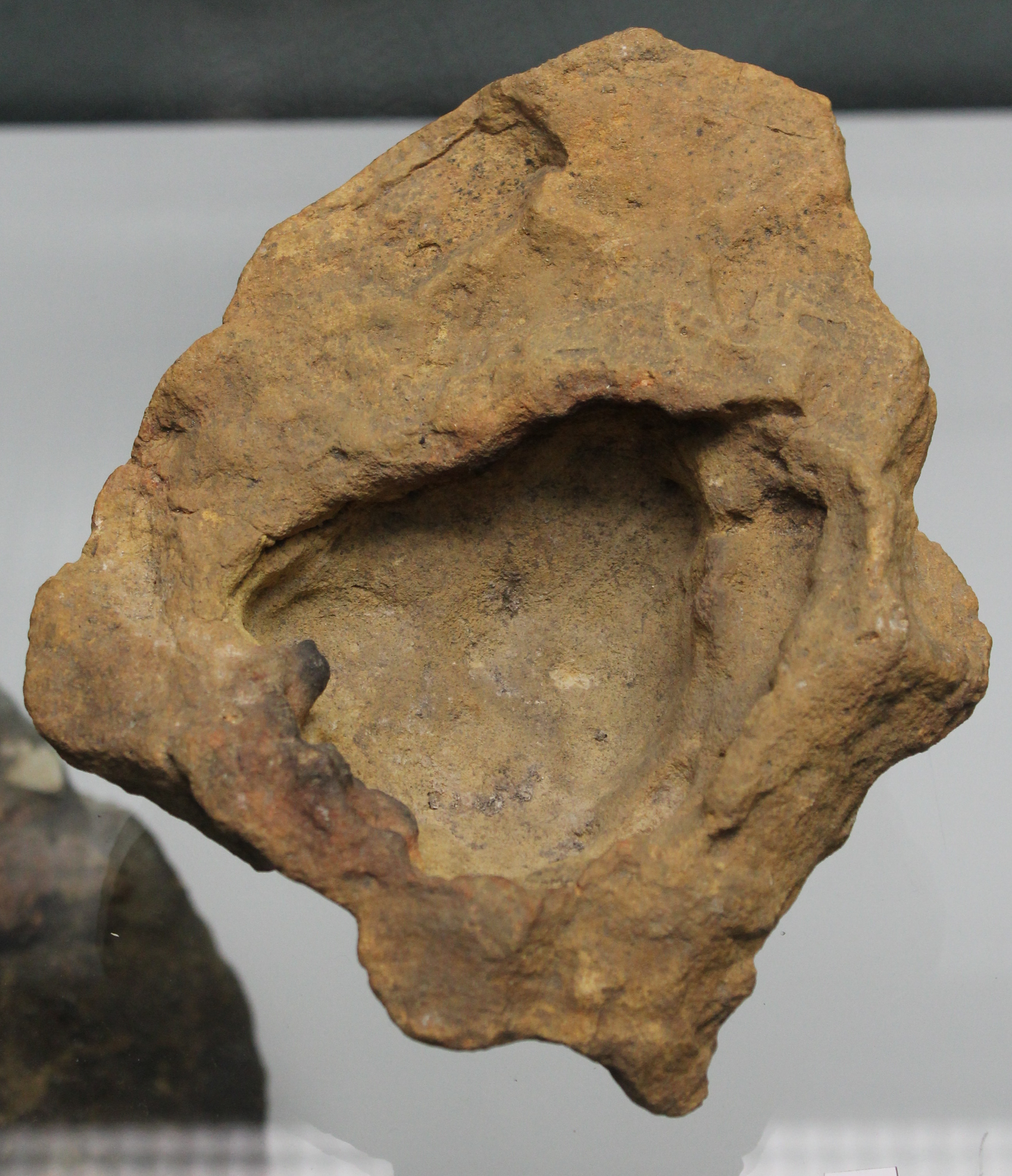
Lampe à graisse de Gabillou
en grès

David et al. (1952) indiquent que ces gravures « sont remarquables et d'une classe au moins égale à celles des Combarelles, de la Mouthe et de Font-de-Gaume », toutes trois situées en vallée de la Vézère, sur la commune des Eyzies.

## Lampes
Beaune et al. (1986) citent trois lampes magdaléniennes. David et al. (1952) en mentionnent neuf, dont huit trouvées par M. Chamarty en 1941 ; et une trouvée en 1952 ou peu avant cette date, dans le diverticule Est,.
L'une de ces lampes se trouvait tout au fond de la grotte ; d'autres ont été recueillies dans le passage à même le sol.
Une des lampes est en cours de façonnage, seulement partiellement dégagée de son bloc calcaire. Deux lampes ne sont pas façonnées et l'une de celles-ci présente deux rigoles d'écoulement (pour la graisse chaude) ,,. Ces rigoles ne servent d'ailleurs peut-être pas à l'écoulement mais auraient pu servir à stabiliser la mèche — auquel cas cette lampe de Gabillou en serait le seul exemple connu en 1979. En tous les cas, selon Beaune (1979) elles serviraient au moins à diminuer la quantité de graisse fondue et donc à faciliter l'ignition. (Cependant au moment de l'ignition, la graisse n'est pas encore fondue et donc ne s'écoule pas encore. ?)